# Bitva u Tchun-men
Bitva u Tchun-men nebo Tãmão byla námořní bitva, ve které roku 1521 flotila mingské Číny porazila portugalské loďstvo vedené Diogem Calvem.
Portugalci v čele s Diogem Calvem pohybující se v ústí Perlové řeky unášeli čínské děti, aby je prodávali v Malakce. Přitom nebrali ohled na mingské úřady a na ostrově Tãmão (čínsky Tchun-men) si postavili pevnost. Číňané věřili, že Portugalci unesené děti jedí. Zahájili proto blokádu Portugalců v Tchun-menu, kterým po neúspěšných srážkách nezbylo než vybojovat si ústup do Malajsie.
Není jasné, kde přesně ležela portugalská pevnost, Tchun-men bylo označení pro západní část moderního Hongkongu a Šen-čenu, v úvahu připadají ostrov Nej ling-ting (内伶仃岛), případně větší ostrov Lantau.
Číňané nasadili kolem padesáti lodí, velel jim Wang Chung (汪鋐). Na Portugalce začali útočit v dubnu nebo květnu 1521, boje skončili v říjnu, když Portugalci prchli do Malakky. Číňané ve srážkách zabili a zajali tolik Portugalců, že z mnoha lodí a džunek, s nimiž napadli Číňany, mohli Portugalci nakonec využít pouze tři lodě, které prorazily blokádu. Podařilo se jim uniknout jen proto, že se zvedl silný vítr a rozprášil čínské lodě, což Portugalcům umožnilo uniknout na otevřené moře.
Porážka flotily Dioga Calvy povzbudila Číňany, aby v následujícím roce v druhé bitvě u Tchun-men (1522) zaútočili na portugalskou flotilu Martima Afonsa de Mello.